# Mikhail Lukin
Mikhail D. Lukin (Михаи́л Дми́триевич Луки́н, Michail Dmitrijewitsch Lukin; * 10. Oktober 1971 in Moskau) ist ein russisch-amerikanischer Physiker an der Harvard University.
Lukin gilt als Pionier auf dem Gebiet der Anwendung der Quantenoptik für Zwecke der Quanteninformatik. Seine theoretischen und experimentellen Arbeiten führten zu neuen Methoden (a) der Kontrolle der Ausbreitung von Lichtfeldern und (b) der Manipulation von Einzelatomen durch Formung der Interaktion von Licht und Materie auf Einteilchen-Quantenniveau. Er realisierte atomare Kohärenz-Effekte in der Optik, darunter Laser ohne Besetzungsinversion, Resonanzverstärkung des Brechungsindex und nicht-lineare Prozesse und Spektroskopie der Kohärenzmedien.
Mikhail Lukin studierte Physik und Angewandte Mathematik am Moskauer Institut für Physik und Technologie. Er erwarb 1998 an der Texas A&M University mit der Arbeit Quantum Coherence and Interference in Optics and Laser Spectroscopy einen Ph.D. und arbeitete bis 2001 als Postdoktorand am Institute for Theoretical Atomic and Molecular Physics der Harvard University. Anschließend erhielt er hier eine erste Professur (Assistant Professor) und 2004 eine ordentliche Professur für Physik. 2009 wurde ihm eine Alexander von Humboldt-Professur am Max-Planck-Institut für Quantenoptik angeboten.
2001 nahm Lukin an der 22. Solvay-Konferenz unter dem Titel The Physics of Communication teil. Er hat (Stand Juli 2022) laut Google Scholar einen h-Index von 166, laut Datenbank Scopus einen von 139.

## Auszeichnungen (Auswahl)
- 2000 Adolph Lomb Medal der Optical Society of America[2]
- 2009 I. I. Rabi Prize der American Physical Society[7]
- 2012 Fellow der American Association for the Advancement of Science
- 2015 Julius-Springer-Preis für angewandte Physik[1]
- 2017 Willis-E.-Lamb-Preis der Konferenz für Physics of Quantum Electronics[8]
- 2018 Mitglied der National Academy of Sciences[9]
- 2021 Charles Hard Townes Award der Optical Society of American
- 2022 International Quantum Communication Award